# Ljachovské ostrovy
Ljachovské ostrovy (rusky Ляховские острова, jakutsky Ляхов арыылара) je skupina ostrovů na jihu Novosibiřských ostrovů. Zahrnují dva velké ostrovy Velký Ljachovský a Malý Ljachovský, jeden malý Sloupový ostrov a dva velmi malé ostrovy (Zaplavený ostrov a Jaja). K souostroví se řadí také dva potopené ostrovy Semjonovský (zanikl do roku 1950) a Vasilevský (potopil se do moře v roce 1936). Celková rozloha ostrovů je přibližně 6 100 km². Ljachovské ostrovy jsou součástí chráněné zóny Státní přírodní rezervace Ústí Leny.

## Zeměpis
Od pevniny jsou ostrovy odděleny průlivem Dmitrije Laptěva, od Anjouvých ostrovů je odděluje Sannikovský průliv.
Ostrovy jsou poměrné ploché, nejvyšším bodem je hora Emij-Taj (311 m n. m.) na Velkém Ljachovském ostrově.
Ostrovy mají drsné podnebí s dlouhotrvající zimou (listopad až duben), sněhová pokrývka zde leží 9 měsíců. Léto je chladné, průměrná teplota v červenci je jen 3 °C.
Povrch ostrovů je pokrytý arktickým tundrovým rostlinstvem (mechy, lišejníky), jezery a močály. Ke stálým zvířatům na Ljachovských ostrovech patří polární sob, polární liška (předmět intenzivního lovu), lumík a zřídka lední medvěd. V létě na ostrovech hnízdí různé druhy ptáků.

## Historie
Ljachovské ostrovy byly objeveny v roce 1710 Jakovem Permjakovem a prozkoumány v roce 1712 Merkurijem Vaginem. Permjakov i Vagin byli svými vzbouřenými podřízenými zavražděni, Permjakovova mrtvola byla spálena a není známo, co se stalo s jeho popelem. Ostrovy byly pojmenovány na počest jakutského obchodníka Ivana Ljachova, který se zde v letech 1770–1775 zabýval sběrem mamutích kostí.
Ljachovské ostrovy jsou spojeny i s českým cestovatelem a dobrodruhem Janem Eskymo Welzlem, který zde na konci 19. století žil společně s lovci lišek. Welzl přebýval jakési jeskyni nebo zemljance, kterou si postupně zařizoval. Živil se hlavně lovem a obchodem. Vybudoval si na ostrovech vlastní obchodní společnost a dařilo se mu celkem dobře.
V roce 2012 byly na Malém Ljachovském ostrově objeveny ostatky mamuta s nemrznoucí krví.[ujasnit] V roce 2020 našli pastevci sobů na Velkém Ljachovském ostrově zachovalou mumii medvěda jeskynního, který vyhynul před 15 000 lety.

## Mamutí slonovina
Již první studie Ivana Ljachova popisovaly, že Ljachovské ostrovy jsou plné slonoviny z mamutů. I dnes jsou mamutí kly a kosti hlavním důvodem, proč na ostrov přichází lidé. Když v tundře roztaje led, přichází na ostrovy stovky sběračů klů, kteří se na cestu připravují téměř rok. Každý rok na Ljachovských ostrovech shromáždí tuny mamutí slonoviny.
Sběrači slonoviny si staví na ostrovech tábory z dřevěných kontejnerů. Jeden nalezený kel může vynést několik tisíc dolarů. Kly se obvykle prodávají zájemcům v Moskvě, kteří je přeprodávají ruským řezbářům nebo zasílají obchodníkům v Hongkongu. Větší kly mohou vynést až 1,5 mil. USD za kus. I když na činnosti sběračů klů není nic nelegálního – s mamutí slonovinou lze legálně obchodovat – někteří ruští vědci sběr slonoviny neschvalují, považují to za vandalství a rabování, které Arktidě způsobuje paleontologické, geologické a archeologické škody.

## V literatuře
Část děje dvou románů Julese Verna, Trosečník z Cynthie a Oceánem na kře ledové, se odehrávají na Ljachovských ostrovech, i když v románech tak Verne označoval všechny Novosibiřské ostrovy, včetně ostrova Kotělnyj, kde se romány odehrávají.